# Вукойчич, Паола
Паола Вукойчич (исп. Paola Vukojicic, серб. Паола Вукојичић, 28 августа 1974, Буэнос-Айрес, Аргентина) — аргентинская хоккеистка (хоккей на траве), вратарь. Серебряный призёр летних Олимпийских игр 2000 года, двукратный бронзовый призёр летних Олимпийских игр 2004 и 2008 годов, чемпионка мира 2002 года, бронзовый призёр чемпионата мира 2006 года, двукратная чемпионка Панамериканских игр 1999 и 2007 годов.

## Биография
Паола Вукойчич родилась 28 августа 1974 года в Буэнос-Айресе.
Начала играть в хоккей на траве за «Сан-Исидро» в 14-летнем возрасте, первоначально играла на позиции нападающего.
В 2000 году вошла в состав женской сборной Аргентины по хоккею на траве на летних Олимпийских играх в Сиднее и завоевала серебряную медаль. Играла на позиции вратаря, провела 1 матч, пропустила 1 мяч от сборной Новой Зеландии.
В том же году была удостоена премии «Олимпия де Оро» лучшему спортсмену года в Аргентине.
В 2002 году выиграла золото чемпионата мира в Перте.
В 2004 году вошла в состав женской сборной Аргентины по хоккею на траве на летних Олимпийских играх в Афинах и завоевала бронзовую медаль. Играла на позиции вратаря, провела 1 матч, мячей не пропускала.
В 2006 году завоевала бронзовую медаль на чемпионате мира в Мадриде.
В 2008 году вошла в состав женской сборной Аргентины по хоккею на траве на летних Олимпийских играх в Пекине и завоевала бронзовую медаль. Играла на позиции вратаря, провела 7 матчей, пропустила 13 мячей (пять от сборной Нидерландов, по два — от США, Великобритании и Новой Зеландии, по одному — от Японии и Германии).
Дважды завоёвывала золотые медали хоккейных турниров Панамериканских игр — в 1999 году в Виннипеге и в 2007 году в Рио-де-Жанейро.
Выиграла пять медалей Трофея чемпионов: золото в 2001 и 2008 годах, серебро в 2002 и 2007 годах, бронзу в 2004 году.

## Семья
Паола Вукойчич имеет сербское происхождение: её отец Живоин Жико Вукойчич в 1949 году в 6-летнем возрасте эмигрировал с семьёй из Белграда в Аргентину.
У Паолы есть родной брат Иван и сводный брат Томас от другого брака отца.